# Gollania homalothecioides
Gollania homalothecioides är en bladmossart som beskrevs av Masanobu Higuchi och Wu Pan-cheng 1995. Gollania homalothecioides ingår i släktet Gollania och familjen Hypnaceae. Inga underarter finns listade i Catalogue of Life.